# Shine On (chanson)
Singles par R.I.O.
De Janeiro
(2007) When the Sun Comes Down
(2008)
Pistes de Shine On (The Album)
Like I Love You When the Sun Comes Down
Shine On est une chanson de R.I.O., projet des Djs, producteurs allemands Manuel Reuter et Yann Peifer sorti le 8 août 2008 en format numérique sous le label Zooland Records. La chanson a été écrite par Yann Peifer, Manuel Reuter, Andres Ballinas et produit par Yann Peifer, Manuel Reuter.

## Liste des pistes
Téléchargement numérique
1. Shine On (Radio Mix) – 3:23
2. Shine On (Spencer and Hill Radio Edit) – 3:02
3. Shine On (Soft House Radio Mix) – 3:21
4. Shine On (Mondo Radio Edit) – 3:21
5. Shine On – 6:03
6. Shine On (Extended Mix) – 6:05
7. Shine On (Spencer and Hill Remix) – 6:18
8. Shine On (Soft House Mix) – 5:36
9. Shine On (Mondo Remix) – 5:53

## Crédits et personnel
- Chanteur – R.I.O.
- Réalisateur artistiques – Yann Peifer, Manuel Reuter
- Parole – Yann Peifer, Manuel Reuter, Andres Ballinas
- Label: Zooland Records

## Classement par pays
| Pays           | Meilleure position |
| -------------- | ------------------ |
| Portugal       | 6                  |
| France         | 8                  |
| Suède          | 10                 |
| Bulgarie       | 13                 |
| Italie         | 14                 |
| Suisse         | 17                 |
| Pays-Bas       | 20                 |
| Autriche       | 21                 |
| Espagne        | 22                 |
| Allemagne      | 25                 |
| France Club 40 | 16                 |

## Historique de sortie
| Pays      | Date        | Format                   | Label           |
| --------- | ----------- | ------------------------ | --------------- |
| Allemagne | 6 août 2008 | Téléchargement numérique | Zooland Records |